# Мак-Ги (Арканзас)
Мак-Ги (англ. McGehee, Arkansas) — город, расположенный в округе Дешей (штат Арканзас, США) с населением в 4570 человек по статистическим данным переписи 2000 года.

## История
История города тесно переплетена с этапами прокладки железной дороги через территорию округа Дешей. В 1870 году через населённый пункт, впоследствии выросший в город Мак-Ги, прошла железнодорожная ветка от Пайн-Блафф через несуществующий ныне посёлок Варнер до округа Чико. В апреле 1923 года произошло объединение транспортных компаний Gulf Coast Lines и International-Great Northern, в результате которого был образован крупный железнодорожный оператор Missouri Pacific Lines.
Немаловажную роль в становлении города сыграла семья Макги, члены которой (Бенджамин Макги, его жена Сара, сын Эбнер и дочери Лаура и Мэри) в 1857 году переехали в округ Дешей из Территории Алабама. 1 июля 1876 года Эбнер Макги приобрёл в собственность 240 акров земли, на которой впоследствии появился небольшой посёлок. С приходом в 1878 году в населённый пункт железнодорожной ветки и продолжением её строительства дальше на юг и юго-восток в посёлок стали переезжать рабочие и другие поселенцы. Спустя год Эбнер Макги построил большое здание, игравшее роль распределителя переселенцев, а затем принялся организовывать торговые точки и сеть пунктов питания для них.
Одним из первых крупных сооружений в Мак-Ги стал лесопильный завод, продукция которого была использована для строительства местной мельницы и здания небольшого пункта, в котором сдавалось в аренду различное стрелковое оружие.
В 1879 году в посёлке открылось отделение Почтовой службы США, первым почтмейстером которого стал Эбнер Макги. Почтовый офис обслуживал от 400 до 500 человек.
Мак-Ги получил статус города 5 марта 1906 года, а 21 июля того же года было проведено первое заседание членов выбранного городского совета.
Во время Второй мировой войны в окрестностях города размещался концентрационный лагерь для японских военнопленных и японо-американских эмигрантов, принудительно выселенных с западного побережья Соединённых Штатов.

## География
По данным Бюро переписи населения США город Мак-Ги имеет общую площадь в 16,58 квадратных километров, водных ресурсов в черте населённого пункта не имеется.
Город Мак-Ги расположен на высоте 44 метра над уровнем моря.

## Демография
По данным переписи населения 2000 года в Мак-Ги проживало 4570 человек, 1259 семей, насчитывалось 1836 домашних хозяйств и 2044 жилых дома. Средняя плотность населения составляла около 275,3 человек на один квадратный километр. Расовый состав Мак-Ги по данным переписи распределился следующим образом: 56,72 % белых, 41,51 % — чёрных или афроамериканцев, 0,57 % — коренных американцев, 0,24 % — азиатов, 0,04 % — выходцев с тихоокеанских островов, 0,70 % — представителей смешанных рас, 0,22 % — других народностей. Испаноговорящие составили 1,49 % от всех жителей города.
Из 1836 домашних хозяйств в 34,0 % — воспитывали детей в возрасте до 18 лет, 41,7 % представляли собой совместно проживающие супружеские пары, в 22,9 % семей женщины проживали без мужей, 31,4 % не имели семей. 29,4 % от общего числа семей на момент переписи жили самостоятельно, при этом 13,9 % составили одинокие пожилые люди в возрасте 65 лет и старше. Средний размер домашнего хозяйства составил 2,44 человек, а средний размер семьи — 2,99 человек.
Население города по возрастному диапазону по данным переписи 2000 года распределилось следующим образом: 28,5 % — жители младше 18 лет, 8,8 % — между 18 и 24 годами, 25,0 % — от 25 до 44 лет, 21,3 % — от 45 до 64 лет и 16,4 % — в возрасте 65 лет и старше. Средний возраст жителей составил 36 лет. На каждые 100 женщин в Мак-Ги приходилось 82,2 мужчин, при этом на каждые сто женщин 18 лет и старше приходилось 76,1 мужчин также старше 18 лет.
Средний доход на одно домашнее хозяйство в городе составил 21 909 долларов США, а средний доход на одну семью — 25 270 долларов. При этом мужчины имели средний доход в 31 429 долларов США в год против 19 464 доллара среднегодового дохода у женщин. Доход на душу населения в городе составил 14 191 доллар в год. 26,7 % от всего числа семей в округе и 30,0 % от всей численности населения находилось на момент переписи населения за чертой бедности, при этом 42,2 % из них были моложе 18 лет и 23,6 % — в возрасте 65 лет и старше.